# Казанская церковь (Пушкин)
Храм Каза́нской ико́ны Бо́жией Ма́тери — православный храм в городе Пушкине, находится на Казанском кладбище на окраине исторического района София.
Казанская церковь приписана к Софийскому собору Санкт-Петербургской епархии Русской православной церкви.

## История

### Строительство
Церковь и колокольня при ней были сооружены по указанию императрицы Екатерины II как мавзолей её молодого фаворита графа А. Д. Ланского.
Церковь строилась по проекту Дж. Кваренги.
Храм был заложен 25 сентября (6 октября) 1785 года и освящён 8 (19) марта 1790 года благочинным Царе-Константиновской Софийской церкви священником Иоанном Григорьевым. На западной стороне ограды, напротив церкви, была устроена колокольня в 2 этажа.

### История приписки храма
Первоначально храм не имел своего причта и был приписан к различным церквям и воинским подразделениям.
| Принадлежность церкви | Принадлежность церкви                                                              |
| Даты                  | Храм, воинское подразделение приписки                                              |
| --------------------- | ---------------------------------------------------------------------------------- |
| 1785—1817 годы        | Софийская Царе-Константиновская церковь                                            |
| 1817—1819 годы        | Церковь Пресвятой Богородицы «Всех скорбящих Радость» при Царскосельском госпитале |
| 1819—1824 годы        | Австрийский гренадерский полк                                                      |
| 1824—1839 годы        | Знаменская церковь                                                                 |
| 1839—1850 годы        | Сапёрный батальон и Образцовый пехотный полк                                       |
| 1850—1860 годы        | Екатерининский собор                                                               |

В 1860 году храм получил свой причт. Во многом это было связано с тем, что храм был удалён от остальных приходов.

### После 1924 года
Богослужения в храме совершались до 1924 года. 31 октября 1930 года по постановлению Леноблисполкома церковь была закрыта. Иконостас был разобран и утилизирован, надгробные плиты были переданы в музейный фонд. Помещение храма было передано сельскохозяйственной ремесленной трудовой колонии для хранения посевных материалов.
Во время оккупации усыпальница под храмом использовалась в качестве бомбоубежища.
В декабре 1948 года и июле 1950 года верующие Пушкина обращались с ходатайством открыть храм, но каждый раз получали отказ.
В 1967 году предполагалась реставрация храма, приуроченная к 150-летию со дня рождения Кваренги, но она не была осуществлена.
В 1973 году коммунальный отдел райисполкома поднял вопрос о сносе церкви, но благодаря вмешательству ГИОПа получил отказ.
20 марта 1995 года Казанская церковь была включена в список памятников архитектуры, а 11 апреля 1995 года храм был возвращён Русской православной церкви и приписан к приходу Софийского (Вознесенского) собора. Началось восстановление церкви. С 2010 года в храме были возобновлены службы. К 2011 году были закончены работы по реконструкции фасадов внутренних стен Казанской церкви.

## Архитектура, убранство и устройство церкви
Храм находится в центре Казанского кладбища. Длина и ширина храма — 19 метров, высота до креста — 23,11 метра.

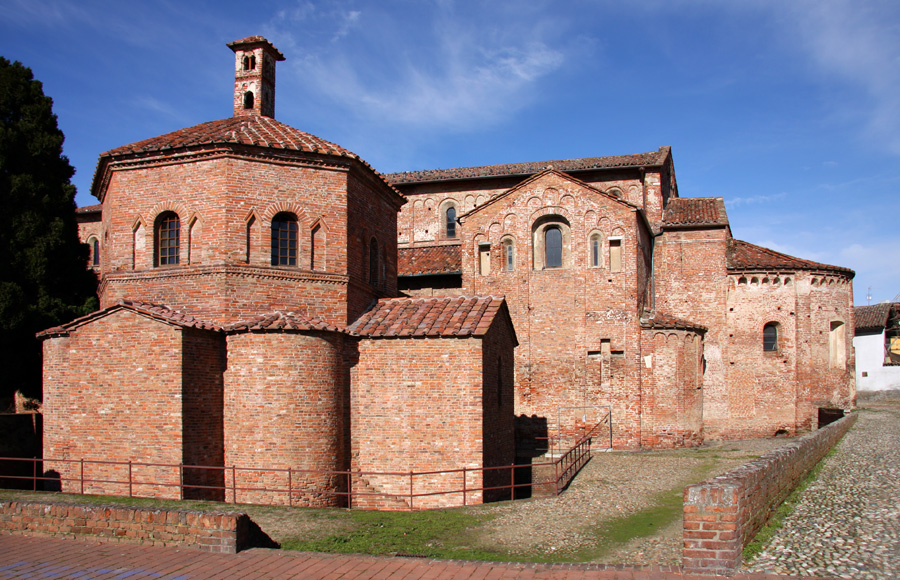
Образец храма — романский баптистерий в Ломелло

В качестве образца Дж. Кваренги, возможно, взял расположенный в итальянском городе Ломелло романский баптистерий при базилике Санта Мария Маджорея крещения. Архитектор в точности воспроизвёл план здания, детали же сделал в стиле классицизма.
Фундамент храма из серого гранита, с наружной облицовкой в рост человека. Стены из кирпича, настолько крепкого, что при устройстве в 1869 году углубления для умывальницы и кадила стену пробивали 5 суток и сломали 4 лома. Снаружи церковь и колокольня были рустованы продолговатыми четырёхугольниками и окрашены клеевой краской молочного цвета; крыша и карнизы железные, были окрашены медянкой.
С западной стороны храма лестница из серого гранита, имевшая ранее железные решетки. Первые двери в храм были сделаны из полосового железа, вторые — дубовые.

Интерьер храма. 2014 год

Внутри церковь отделана очень просто. Средняя часть храма — квадратная с куполом. Церковь имеет 4 полукруглые ниши, поддерживаемые массивными каменными колоннами, из которых одна занята алтарем. Это придавёт всему храму крестообразную форму. Колонны выкрашены под розовый мрамор. Своды и купол украшены трехъярусными кирпичными четырёхугольниками. Купол закончен широким карнизом, в котором ранее было изображение «Всевидящее Око» на голубом фоне со множеством золотых звезд.
В стенах храма были сделаны ниши для надгробных памятников с досками для надписей. К 2014 году в юго—восточной нише был восстановлен только один сохранившийся надгробный памятник — графа А. Д. Ланского.
Пол храма был мозаичным из красного и серого плитняка. Солея возвышается на 50 сантиметров и ограждена металлической решеткой (ранее — железной решеткой с бронзовым поручнем).
Первоначально в храме был полукруглый иконостас, но в 1882 году был поставлен новый, прямой. Ширина его была 8,5 метров, высота в центре — также 8,5 метров, а по сторонам — 7,1 метров. Иконостас был изготовлен из сосны, вызолочен, с резными украшениями, с винтообразными колоннами и пилястрами.

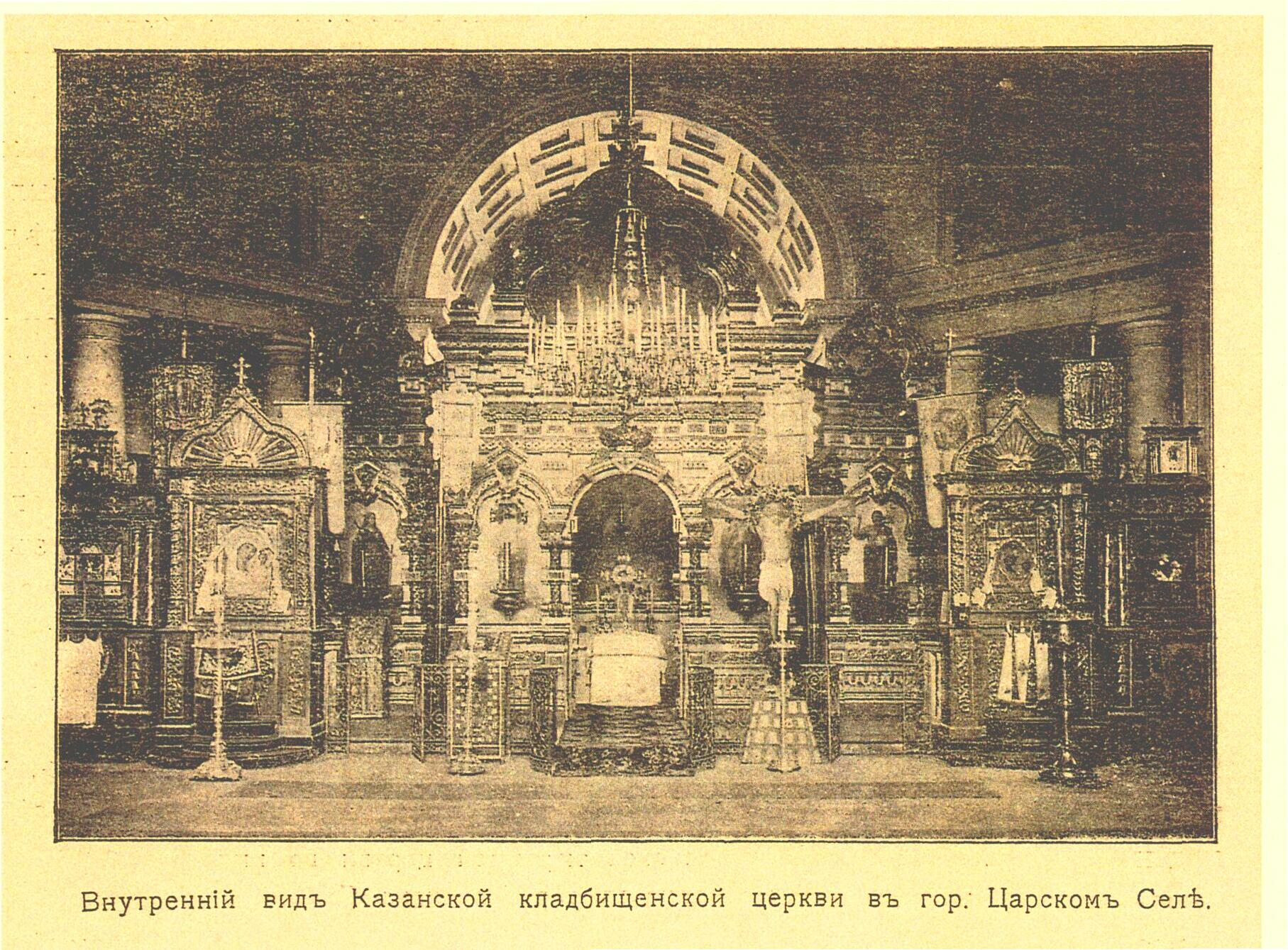
Фото 1900-х годов

В Царских вратах был помещён четырёхконечный крест и иконы Благовещения Пресвятой Богородицы и евангелистов, работы П. И. Брусникова. Местные образы Богородицы и Спасителя, работы академика Д. Н. Мартынова. На южных вратах — архангел Михаил, работы И. П. Распопина; на северных — архангел Гавриил, работы Надёждина. На правом клиросе — святой Иоанн Предтеча, работы И. В. Захарова; на левом — преподобномученица Евдокия, работы академика Д. Н. Мартынова. Над Царскими вратами — Тайная Вечеря, художника Гобрета. По сторонам Тайной Вечери «Несение Креста» и «Моление о Чаше», художника М. С. Виноградова. Над иконостасом — «Воскресение Христово», художника Силаева.
Церковь освещается вверху 4 большими венецианскими окнами, ранее отапливалась 3 унтермарковскими круглыми печами.

## Погребения в храме
Под церковью, в подвале в виде ротонды высотой около 4 метров и площадью 113,8 квадратных метров были устроены ниши в 2 ряда.

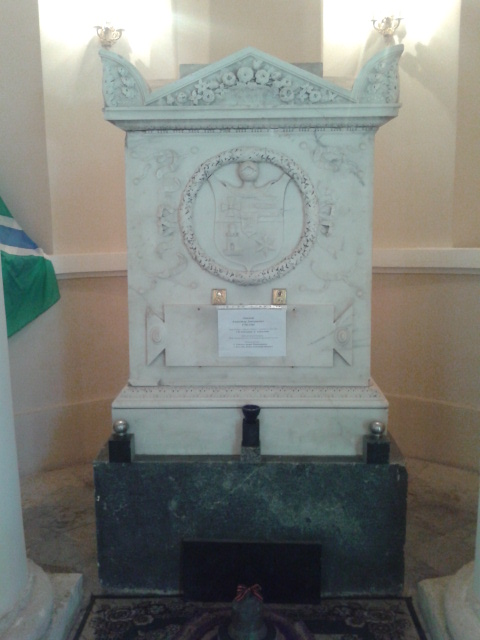
Надгробный памятник А. Д. Ланского

Здесь погребены:
| Список захоронений в Казанской церкви                             | Список захоронений в Казанской церкви                                                                                                 | Список захоронений в Казанской церкви |
| Персоны                                                           | Основная деятельность при жизни | Примечания |
| ----------------------------------------------------------------- | --- | --- |
| граф Александр Дмитриевич Ланской (1758—1784)                     | генерал-адъютант, шеф Кавалергардского корпуса и Смоленского драгунского полка, камергер                                              | в верхнем храме памятник из карарского мрамора (скульптор Ж. Д. Рашетт)                                                                                    |
| Владимир Яковлевич Ланской (1800—1820)                            | корнет лейб-Гусарского полка, убит на дуэли                                                                                           | племянник А. Д Ланского, был памятник в верхнем храме |
| Варвара Дмитриевна Мацнёва (урождённая Ланская) (1759—1817)       | | супруга статского советника Н. М. Мацнёва, сестра А. Д. Ланского, был памятник в верхнем храме                                                             |
| Авдотья Дмитриевна Чернышёва (урождённая Ланская) (1757—1816)     | | супруга генерал-поручика, сенатора И. Л. Чернышёва, сестра А. Д. Ланского                                                                                  |
| Мавра (Мария) Ивановна Чернышёва (1784—1806)                      | | дочь И. Л. и А. Д. Чернышёвых, племянница А. Д. Ланского                                                                                                   |
| Мещерский, Пётр Сергеевич (1778—1857)                             | князь, действительный тайный советник; обер-прокурор Святейшего Синода                                                                | |
| Екатерина Ивановна Мещерская (урождённая Чернышёва) (1782—1851)   | | дочь И. Л. и А. Д. Чернышёвых, супруга действительного статского советника князя П. С. Мещерского, племянница А. Д. Ланского, был памятник в верхнем храме |
| князь Елим Петрович Мещерский (1808—1844)                         | камергер, посланник при Русской миссии в Турине и Париже                                                                              | сын П. С. и Е. И. Мещерских, внучатый племянник А. Д. Ланского, был памятник в верхнем храме                                                               |
| Мария Мандрыкина (урождённая Берхова) (1776—1807)                 | камер-юнгфера | супруга полковника лейб-Гусарского полка Н. Мандрыкина |
| Илья Васильевич Захаржевский (…—1828)                             | | брат Я. В. Захаржевского |
| Дмитрий Ильич Захаржевский (…—1864)                               | коллежский советник | сын И. В. Захаржевского |
| Алексей Иванович Леонтьев (1748—1811)                             | действительный статский советник, управляющий Царскосельским дворцовым правлением                                                     | |
| Мария Савишна Леонтьева (урождённая де Маври) (1772—1808)         | | супруга А. И. Леонтьева |
| графиня Ульяна Михайловна Ламберт (урождённая Деева) (1791—1838)  | кавалерская дама | супруга ген. К. О. Ламберта, был памятник в верхнем храме                                                                                                  |
| Николай Фёдорович Плаутин (1796—1866)                             | генерал-адъютант, член Государственного совета                                                                                        | |
| Ольга Николаевна Канищева (урождённая Плаутина) (1839—1866)       | | супруга командира Конной батареи полковника В. В. Канищева                                                                                                 |
| Павел Петрович Ушаков (1759—1840)                                 | генерал-лейтенант | |
| Прасковья Сепановна Ушакова (1772—1810)                           | | супруга П. П. Ушакова |
| Варвара Павловна Барыкова (урождённая Ушакова) (…—1862)           | воспитательница Великой Княгини Марии Максимилиановны                                                                                 | супруга Ф. В. Барыкова, дочь П. П. Ушакова |
| Мария Павловна Юрьева (урождённая Ушакова) (1802—1858)            | | супруга Ф. Ф. Юрьева, дочь П. П. Ушакова |
| Фёдор Филиппович Юрьев (1796—1860)                                | действительный статский советник | |
| Александр Петрович Чихачёв (1774—1827)                            | отставной полковник лейб-гвардии Преображенского полка, действительный статский советник, директор Дворца императрицы Марии Фёдоровны | |
| Анна Фёдоровна Чихачёва (урождённая Бестужева-Рюмина) (1772—1849) | | супруга А. П. Чихачёва |
| Павел Александрович Анненков (1780—1800)                          | камер-паж | |

## Часовни при храме

### Часовня иконы Божией Матери «Живоносный Источник»
Вне ограды кладбища, по правую сторону дороги из Софии в огородах Царскосельской пожарной команды находится родник чистой воды. Брандмейстер Софийской части И. М. Трубицын очистил его в 1840-х годах, сделал сруб, а над ним — дощатое перекрытие с крестом.
Местные жители считали воду родника целительной от глазной болезни и стали помещать старые иконы.
Когда часовня обветшала, полицеймейстер предложил причту кладбищенской церкви починить её. Причт согласился, но с условием, чтобы колодец и окружающая его земля были навсегда переданы кладбищенской церкви.
После долгой переписки родник, часовня и земля при ней в 418 кв. сажень были уступлены причту кладбищенской церкви. Родник был снова очищен, обложен внутри гранитом, украшен, а над ним на средства церковного старосты И. Е. Густерина устроена пятиглавая часовня.
Часовня была освящена 14 (26) сентября 1875 года благочинным протоиереем Владимиром Славинским во имя «Живоносного Источника». Часовня украшалась иконами, а над колодцем висела люстра в 24 свечи.
Здесь традиционно происходило водоосвящение 6 (19) января, в Преполовение и 1 (14) августа.
В советский период часовня была разрушена, родник засыпан. До недавнего времени сохранялся фундамент.

### Часовня святителя Николая Чудотворца

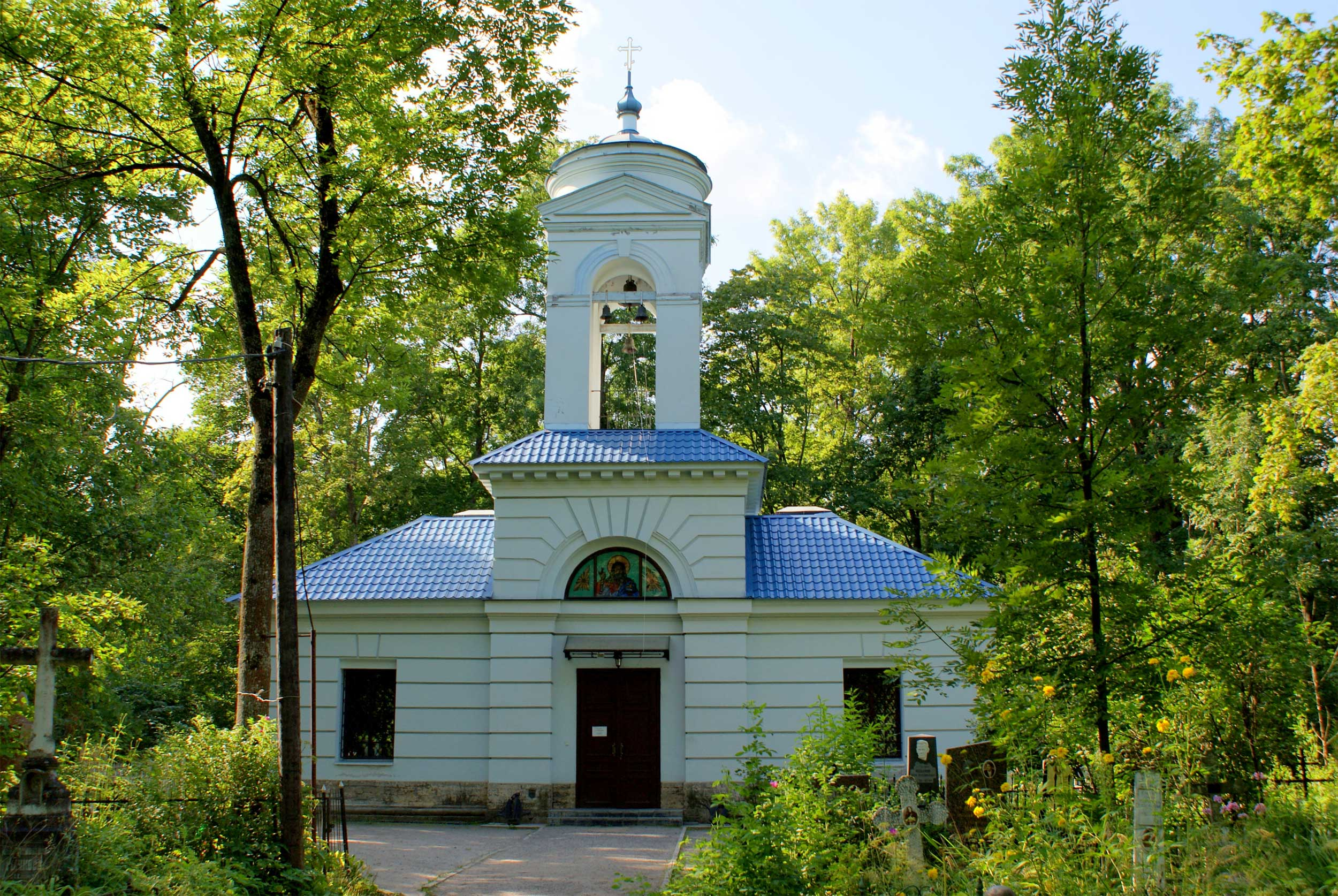
Никольская часовня

Колокольня Казанской церкви была построена в 65 метрах к западу одновременно с самим храмом. Под ней первоначально находились жилые помещения (квартиры диакона и церковного сторожа), а затем — контора кладбища.
После Великой Отечественной войны в колокольне размещались мастерские кладбища. В конце 1990-х годов значительно повреждённое здание было передано пушкинскому Военно-морскому инженерному институту.
В 1998 году силами Военно-морского инженерного института, «Балтийской строительной компании» и государственного музея-заповедника «Царское Село» была начата её реставрация по архивным документам. В настоящий момент здание окрашено в белый цвет и покрыто синей металлочерепицей.
Шесть колоколов для часовни отлиты на заводе «Монументскульптура».
24 июля 1999 года, ко Дню военно-морского флота в нижних помещениях протоиереем Геннадием Зверевым была освящена часовня святителя Николая, в которой проводятся панихиды и отпевания. Часовне присвоен статус «морской».
У входа в часовню установлены два якоря — символы военно-морского флота.

## Чтимые святыни и реликвии
До закрытия в храме были примечательны:
- Деревянный крест с мощами Пантелеимона в серебряной оправе, вправленный в другой, серебряный, вызолоченный, с разноцветными камнями крест. Крест вложен в икону святого Пантелеимона «с чудесами». Надпись: «крест пожертвован священником Иоанном Смирницким в память сына его Пантелеимона, скончавшегося 24 июня 1875 года и погребенного близ храма». Этот крест был в привезён с Афона в 1800 году иеромонахом Софронием в дар Дарье Ефимовне Давыдовой, после её смерти (1861 год) крест достался её сёстрам, Марии и Елене, жившим в Царском Селе. В 1874 году Елена Давыдова подарила его священнику Иоанну Смирницкому;
- Напрестольный крест, сребропозлащенный, с надписью: «Внесен сей крест в Царскосельскую Казанскую городскую кладбищенскую церковь графом Владимиром Александровичем Стенбок-Фермором 19 августа 1876 г.»;
- Священные сосуды с изображением Креста, Спасителя, Божией Матери и Иоанна Богослова, сделанные из устюжской чернеди; ковчег сребропозлащенный, с финифтяными изображениями Страстей Спасителя, апостолов Петра и Павла, Распятия, Богородицы и Иоанна Богослова. На сосудах и ковчеге указан год — 1788;
- образ Господа Саваофа на горнем месте и икона Божией Матери «Знамение», находившиеся здесь с основания храма;
- На иконостасе храмовая икона Казанской Божией Матери, написанная на дереве, в сребропозлащённой ризе, с таким же венцом. Одежды Богоматери и Спасителя вышиты жемчугом и украшены разноцветными камнями;
- Икона святителя Николая Чудотворца «с деяниями» в медной, с резными украшениями, ризе. В 1863 году риза была позолочена и вделана в кипарисовую доску. По надписи было видно, что образ пожертвован княгиней Екатериной Ивановной Мещерской, по завещанию её матери, Евдокии Дмитриевны Чернышёвой;
- Икона святых Димитрия Солунского, Иоанна Воина, святителя Николая Чудотворца и изображения Коронования Божией Матери. Она принадлежала Саперному батальону. В одном киоте с ней, наверху, была помещена икона Казанской Божией Матери в серебряной ризе, дар девиц Давыдовых. На иконе — ожерелье;